# 米耶里 (汝拉省)
米耶里（法語：Miéry，法語發音：[mjeʁi]）是法国汝拉省的一个市镇，属于隆斯勒索涅区。

## 地理
米耶里（46°48'45"N, 5°40'28"E）面积7.67 平方千米，位于法国勃艮第-弗朗什-孔泰大區汝拉省，该省份为法国东部内陆省份，北起上索恩省，西北接科多尔省，西临索恩-卢瓦尔省，南至安省，东与杜省和瑞士接壤。
与米耶里接壤的市镇（或旧市镇、城区）包括：弗龙特奈、普拉讷、圣洛坦、帕斯南。

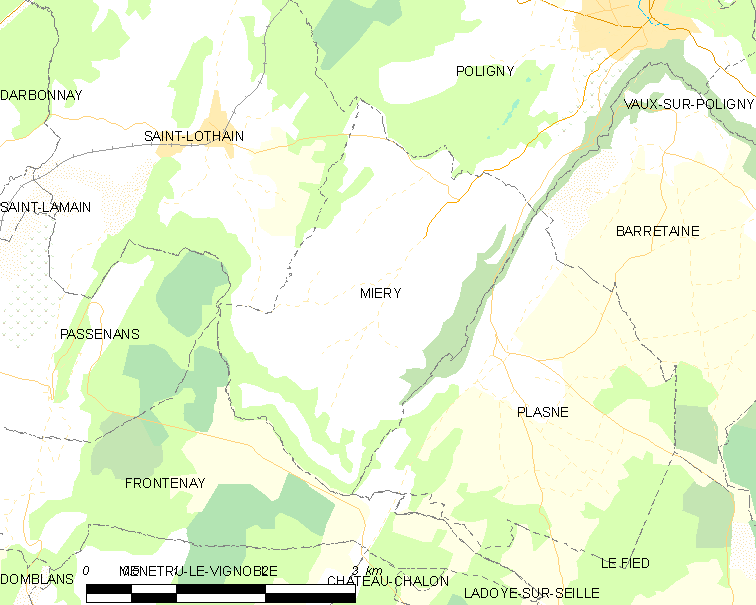
的OSM定位图

米耶里的时区为UTC+01:00、UTC+02:00（夏令时）。

## 行政
米耶里的邮政编码为39800，INSEE市镇编码为39330。

## 政治
米耶里所属的省级选区为布莱特朗县。

## 人口

1962-2008年间人口变化图示

米耶里于2022年1月1日时的人口数量为139人。